# 30 kwietnia
30 kwietnia jest 120. (w latach przestępnych 121.) dniem w kalendarzu gregoriańskim. Do końca roku pozostaje 245 dni.

## Święta

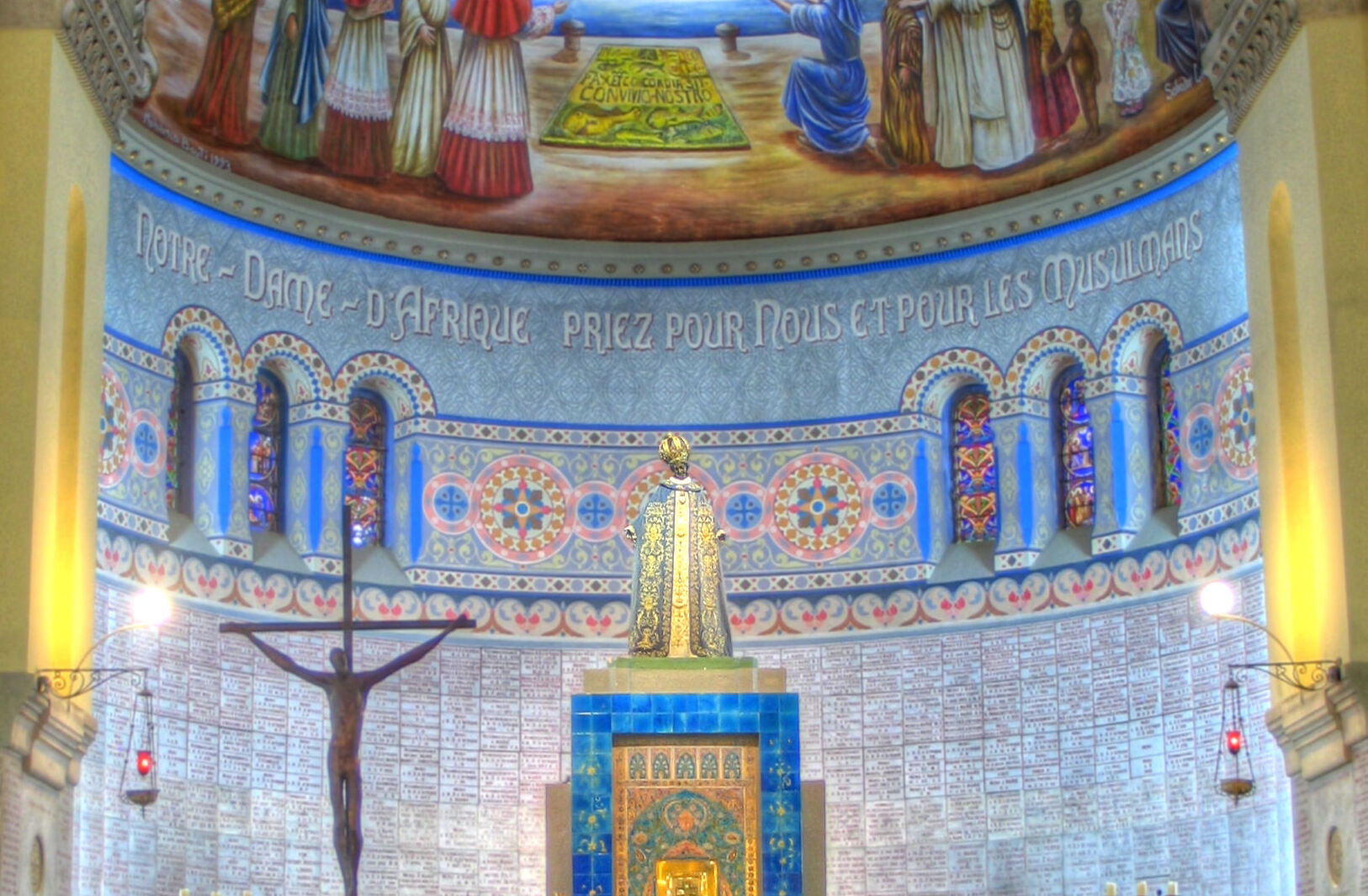
Najświętsza Maryja Panna Królowa Afryki (Bazylika w Algierze)

- Imieniny obchodzą: Afrodyzja, Afrodyzjusz, Afrodyzy, Andrea, Bartłomiej, Benedykt, Chwalisława, Donat, Eutropiusz, Jakub, Józef, Katarzyna, Kwiryn, Lilla, Ludwik, Maksencja, Maksym, Maria, Marian, Piotr, Pius, Pomponiusz, Rozamunda i Wawrzyniec.
- Celtowie – wigilia Beltane
- Demokratyczna Republika Konga – Dzień Edukacji
- dawn. germańska Noc Walpurgi
- Holandia – Dzień Króla (do 2013 roku)
- Meksyk – Dzień Dziecka
- Rosja – Dzień Ochrony Przeciwpożarowej
- Międzynarodowe – Międzynarodowy Dzień Jazzu (proklamowany w 2011 przez UNESCO)
- Wietnam – Dzień Zwycięstwa
- Wspomnienia i święta w Kościele katolickim[1][2] obchodzą:
  - św. Donat (biskup Euroei)
  - św. Eutropiusz z Saintes
  - św. Józef Benedykt Cottolengo (franciszkanin)
  - św. Maksencja z Trydentu
  - św. Maria Guyart-Martin (zakonnica)
  - św. Marian i Jakub (męczennicy z Numidii)[3][4]
  - Matka Boża Królowa Afryki[5]
  - bł. Paulina von Mallinckrodt (zakonnica)
  - św. Pius V (papież)
  - św. Pulchroniusz (biskup Verdun)

## Wydarzenia w Polsce
- 1309 – Nowogard uzyskał prawa miejskie.
- 1385 – Bisztynek uzyskał prawa miejskie.
- 1520 – Wojna pruska: polskie pospolite ruszenie dowodzone przez kasztelana płockiego Piotra Kryskiego zdobyło, po dwumiesięcznym oblężeniu, zamek krzyżacki w Działdowie.
- 1526 – Założono miasto Tarnowskie Góry i nadano mu tzw. wolność górniczą.
- 1628 – V wojna polsko-szwedzka: hetman polny koronny Stanisław Koniecpolski powstrzymał szwedzkie natarcie na linii Osy pod Grudziądzem.
- 1634 – Rozpoczęły się rokowania pokojowe, które doprowadziły do zakończenia III wojny polsko-rosyjskiej.
- 1638 – Król Władysław IV Waza wydał pozwolenie na budowę synagogi Izaaka Jakubowicza na krakowskim Kazimierzu.
- 1669 – Po abdykacji we wrześniu poprzedniego roku były król Jan Kazimierz wyjechał do Francji, gdzie został opatem dochodowego opactwa Saint-Germain-des-Prés.
- 1793 – We Wrocławiu pruskie wojsko stłumiło powstanie krawców.
- 1847 – Policja i wojsko stłumiły rozruchy głodowe w Poznaniu.
- 1848 – Powstanie wielkopolskie: zwycięstwo powstańców w bitwie pod Miłosławiem.
- 1849 – Węgierscy huzarzy napadli na Wołosate w Bieszczadach, uprowadzając bydło i 10 chłopów.
- 1864 – Powstanie styczniowe: zwycięstwo powstańców w bitwie pod Żeleźnicą.
- 1871 – Postanowieniem cesarskim na Uniwersytecie Jagiellońskim przywrócono wykłady w języku polskim.
- 1919:
  - Sokółka została przyłączona do Polski.
  - W łódzkiej synagodze Julian Tuwim poślubił Stefanię Marchew.
- 1921 – Wszedł w życie traktat ryski.
- 1925 – Pod Starogardem Gdańskim wykoleił się pociąg tranzytowy z Insterburga (obecnie Czerniachowsk w obwodzie królewieckim) do Berlina, w wyniku czego zginęło 29 osób, a 14 zostało rannych. Przyczyną był sabotaż; sprawców nigdy nie ustalono.
- 1940:
  - Całkowicie zamknięto getto żydowskie w Łodzi.
  - W okolicach Anielina pod Opocznem zginął w walce mjr Henryk Dobrzański ps. „Hubal”.
- 1942 – W ramach Akcji „N” do 209 zakładów pracy pod zarządem niemieckim wysłano fałszywe zarządzenie nakazujące udzielenie 1 maja dnia wolnego wszystkim pracownikom, z obowiązkiem wypłaty pracownikom pełnego wynagrodzenia.
- 1946 – Do Krakowa powróciło 26 wagonów z dziełami sztuki zrabowanymi w czasie wojny (wśród nich m.in. Ołtarz Mariacki).
- 1947:
  - MS „Batory” przypłynął do Gdyni po raz pierwszy od zakończenia wojny.
  - W Zakładach Mechanicznych Ursus wyprodukowano pierwszy po wojnie traktor typu Ursus.
- 1948 – Założono klub piłkarski Victoria Sianów.
- 1956 – Telewizja Polska rozpoczęła emisję swego pierwszego programu informacyjnego Wiadomości Dnia.
- 1962 – Premiera filmu wojennego Drugi brzeg w reżyserii Zbigniewa Kuźmińskiego.
- 1971:
  - Premiera komedii filmowej Hydrozagadka w reżyserii Andrzeja Kondratiuka.
  - W Bielsku-Białej zlikwidowano komunikację tramwajową.
- 1981 – Wprowadzono kartki na masło, mąkę, kaszę i ryż.
- 2000 – Zakończono wydobycie w KWK „Jowisz” w Wojkowicach.
- 2010 – W Oddziale Informatyki PKP wyłączono ostatni działający w Polsce system teleprzetwarzania opartego na komputerze Odra 1305.
- 2016 – Podczas zawodów motoparalotniowych w Płocku zginął były wicemistrz świata Piotr Krupa.

## Wydarzenia na świecie

George Washington podczas inauguracji urzędu prezydenta USA (1789)

- 311 – Cesarz rzymski Galeriusz wydał edykt tolerancyjny przyznający chrześcijanom wolność religijną.
- 313 – Licyniusz II pokonał Maksymina Daję w bitwie pod Adrianopolem.
- 642 – Chindaswint został królem Wizygotów.
- 1341 – Zmarł bezpotomnie książę Jan III Dobry, co dało początek wojnie o sukcesję w Bretanii.
- 1344 – Papież Klemens VI erygował metropolię czeską.
- 1499:
  - Poświęcono katedrę św. Kanuta w duńskim Odense.
  - Założono Uniwersytet w Walencji.
- 1524 – V wojna włoska: wojska francuskie we Włoszech zostały rozbite przez wojska cesarskie w bitwie nad rzeką Sesia, podczas której zginął słynny francuski dowódca Piotr du Terrail senior de Bayard.
- 1550 – Bayinnaung został królem Birmy.
- 1564 – Wojna litewsko-rosyjska: na stronę litewsko-polską przeszedł Andrzej (Andriej) Kurbski, dowódca wojskowy i jeden z najbliższych współpracowników cara Iwana IV Groźnego.
- 1651 – Cesarz rzymski Ferdynand III Habsburg poślubił w Wiedniu swoją trzecią żonę Eleonorę Gonzagę.
- 1657 – Wojna angielsko-hiszpańska: zwycięstwo floty angielskiej w bitwie morskiej koło Santa Cruz na Teneryfie.
- 1703 – Z Anglii wypłynęła piracka wyprawa pod dowództwem Williama Dampiera, której celem było łupienie francuskich i hiszpańskich okrętów u wybrzeży Chile. Członkiem załogi jednego z okrętów był Alexander Selkirk, pierwowzór Robinsona Crusoe.
- 1725 – W Wiedniu został zawarty traktat pokojowy między cesarzem Karolem VI i królem Hiszpanii Filipem V.
- 1731 – Prospero Lorenzo Lambertini (późniejszy papież Benedykt XIV) został arcybiskupem Bolonii.
- 1782 – Papież Pius VI erygował diecezję Ibizy.
- 1789 – W Nowym Jorku odbyła się uroczystość zaprzysiężenia George’a Washingtona na pierwszego prezydenta USA.
- 1799 – Uwięziony przez Francuzów śmiertelnie chory papież Pius VI został przewieziony do klasztoru w Briançon.
- 1802 – 608 osób zginęło w wyniku przerwania zapory wodnej koło miasta Lorca w Hiszpanii.
- 1803 – USA kupiły od Francji kolonię Luizjana.
- 1812 – Luizjana jako 18. stan dołączyła do Unii.
- 1838 – Nikaragua wystąpiła ze Zjednoczonych Prowincji Ameryki Środkowej.
- 1848 – Wojna austriacko-piemoncka: zwycięstwo wojsk piemonckich w bitwie pod Pastrengo.
- 1850 – Papież Pius IX erygował metropolię Port of Spain na Trynidadzie i Tobago.
- 1851 – Król Sardynii Wiktor Emanuel II ustanowił Medal za Męstwo Obywatelskie.
- 1854:
  - Fruto Chamorro został pierwszym prezydentem Nikaragui
  - Uruchomiono pierwszą linię kolejową w Brazylii.
- 1859 – Założono miasto Benjamín Aceval w Paragwaju.
- 1863:
  - Francuska interwencja w Meksyku: zwycięstwo wojsk meksykańskich w bitwie o Camerone.
  - Wojna secesyjna: rozpoczęła się bitwa pod Chancellorsville.
- 1871 – Ponad 100 Apaczów zostało zamordowanych w forcie Camp Grant w Arizonie przez grupę 150 białych osadników i nienawidzących Apaczów Indian z plemienia Papagów.
- 1876 – W Budapeszcie otwarto Most Małgorzaty.
- 1888 – Kiyotaka Kuroda został premierem Japonii.
- 1893 – Oficjalna data założenia Nowosybirska, trzeciego co do wielkości rosyjskiego miasta i nieoficjalnej stolicy Syberii.
- 1897 – Dimitrios Ralis został premierem Grecji.
- 1898 – Powstało Stowarzyszenie Floty Niemieckiej.
- 1900:
  - Poświęcono sobór św. Aleksandra Newskiego w Tallinnie.
  - Uruchomiono komunikację tramwajową w węgierskim mieście Sopron.
  - Ustanowiono francuski Order Zasługi Indochin.
- 1902:
  - W Paryżu odbyła się premiera opery Peleas i Melisanda z muzyką Claude’a Debussy’ego do własnego libretta według dramatu Maurice’a Maeterlincka.
  - Założono Norweski Związek Piłki Nożnej.
- 1904 – Wojna rosyjsko-japońska: rozpoczęła się bitwa nad rzeką Yalu.
- 1906 – Założono niemiecki klub piłkarski Preußen Münster.
- 1908 – Japoński lekki krążownik „Matsushima” zatonął w wyniku wybuchu amunicji u wybrzeży archipelagu Peskadorów. Zginęło 206 spośród 347 członków załogi.
- 1916:
  - W Dublinie zdławiono antybrytyjskie powstanie wielkanocne.
  - W Niemczech wprowadzono pierwszą w historii zmianę czasu na letni, spowodowaną wymogami gospodarki wojennej.
- 1917 – Założono urugwajski klub piłkarski Progreso Montevideo.
- 1918:
  - Obalony car Mikołaj II Romanow i jego rodzina zostali przewiezieni przez bolszewików z Tobolska do Jekaterynburga i uwięzieni w domu kupca Ipatiewa.
  - Powstała Turkiestańska ASRR.
- 1919:
  - Dokonano oblotu brytyjskiego samolotu sportowego Avro 534 Baby.
  - Na rozkaz Rudolfa Egelhofera, przywódcy bawarskiej „armii czerwonej”, rozstrzelano 7 aresztowanych członków tajnej organizacji rasistowskiej i okultystycznej „Towarzystwo Thule”.
  - Rozwiązano australijskie jednostki kolarzy działające przy Australian Imperial Force w czasie I wojny światowej.
- 1924:
  - 114 osób zginęło, a 1166 zostało rannych w serii 28 tornad w południowych stanach USA.
  - Gen. Vicente Tosta został tymczasowym prezydentem Hondurasu.
- 1926 – W katastrofie w Jacksonville na Florydzie zginęła 34-letnia Bessie Coleman, pierwszy osoba pochodzenia afroamerykańskiego, która otrzymała międzynarodową licencję pilota.
- 1927 – W wyniki eksplozji w kopalni węgla kamiennego w Everettville w stanie Wirginia Zachodnia zginęło 111 górników.
- 1928 – W Waszyngtonie, w celu umieszczenia go na stałej ekspozycji w miejscowym Smithsonian Institution, wylądował po raz ostatni pilotowany przez Charlesa Lindnbergha samolot „Spirit of St. Louis”, którym rok wcześniej przeleciał on samotnie jako pierwszy pilot w historii nad Atlantykiem bez międzylądowania.
- 1929 – Thorvald Stauning został po raz drugi premierem Danii.
- 1931 – 47 osób zginęło w wyniku eskplozji ok. 1000 ton bomb lotniczych w fabryce koło brazylijskiego miasta Niterói.
- 1933 – Prezydent Peru gen. Luis Miguel Sánchez został zastrzelony w Limie przez członka lewicowego Amerykańskiego Rewolucyjnego Sojuszu Ludowego Abelarda Mendozę, który chwilę później został zabity przez ochronę. Nowym prezydentem został gen. Óscar Benavides.
- 1939 – W Nowym Jorku otwarto Wystawę Światową.
- 1940:
  - Kampania norweska: kapitulacja armii norweskiej w południowej części kraju.
  - Koło Greenock w zachodniej Szkocji zatonął w wyniku wewnętrznej eksplozji amunicji i pożaru francuski niszczyciel „Maillé-Brézé”, w wyniku czego zginęło 37 członków załogi, a 47 zostało rannych.
- 1941:
  - Bitwa o Atlantyk: niemiecki okręt podwodny U-552 zatopił na północnym Atlantyku brytyjski statek pasażersko-towarowy SS „Nerissa”, w wyniku czego zginęło 207 osób.
  - W okupowanej Grecji powstał kolaboracyjny rząd Jeorjosa Tsolakoglu.
- 1942:
  - Dokonano oblotu włoskiego myśliwca Fiat G.55.
  - Niemcy przerwali po trzech latach budowę eksterytorialnej autostrady Wiedeń-Wrocław.
  - Niemcy przystąpili do ostatecznej likwidacji getta w Stalino, mordując około 3 tys. Żydów.
- 1943 – Operacja „Mincemeat”: na plaży koło Huelvy w południowo-zachodniej Hiszpanii załoga okrętu podwodnego HMS „Seraph” podrzuciła zwłoki rzekomego oficera brytyjskiego ze sfałszowanymi przez kontrwywiad dokumentami, które po trafieniu w ręce Niemców miałyby ich przekonać, że alianci planują inwazję na Sardynię i Bałkany, a nie na Sycylię, która była rzeczywistym celem przygotowywanej operacji desantowej.
- 1944:
  - Kampania włoska: w wyniku alianckiego bombardowania miasta Alessandria na północy kraju zginęło 238 osób, a setki zostało rannych.
  - Wojna na Pacyfiku: amerykański atak na Truk w archipelagu Karolinów.
- 1945 – Operacja berlińska:
  - Oddziały radzieckie dotarły do galerii Kancelarii Rzeszy. Adolf Hitler desygnował na swojego następcę grossadmirala Karla Dönitza po czym wraz z żoną Evą Braun popełnili samobójstwo.
  - Trzech żołnierzy radzieckich zawiesiło na dachu Reichstagu tzw. Sztandar Zwycięstwa.
  - Wojska radzieckie wyzwoliły obóz koncentracyjny Ravensbrück w Brandenburgii.
- 1948 – W trakcie konferencji w Bogocie powołano Organizację Państw Amerykańskich.
- 1953 – 18 osób zginęło w wyniku przejścia tornada nad Warner Robins w Georgii.
- 1954 – Premiera westernu Rzeka bez powrotu w reżyserii Otto Premingera.
- 1957 – Rozpoczęła emisję litewska telewizja publiczna LTV.
- 1959 – W Dortmundzie oddano do użytku wieżę widokowo-telewizyjną Florianturm z pierwszą na świecie obrotową restauracją.
- 1961 – Wszedł do służby pierwszy radziecki atomowy okręt podwodny K-19.
- 1962 – Milton Obote został premierem Ugandy.
- 1963 – Otwarto drogowo-kolejowy Most Fehmarnsund o długości 963 metrów, łączący wyspę Fehmarn na Morzu Bałtyckim ze stałym lądem niemieckim w Großenbrode.
- 1966 – Amerykanin Anton Szandor LaVey założył Kościół Szatana.
- 1971 – Ukazał się debiutancki album Thin Lizzy irlandzkiej grupy hardrockowej Thin Lizzy.
- 1975 – Wojna wietnamska: upadek stolicy Wietnamu Południowego Sajgonu i koniec wojny.
- 1979 – Pierwszy izraelski statek handlowy przepłynął przez Kanał Sueski.
- 1980:
  - Beatrycze wstąpiła na tron holenderski.
  - Sześciu terrorystów wtargnęło do irańskiej ambasady w Londynie i wzięło jej pracowników jako zakładników. 5 maja zakładnicy zostali uwolnieni w wyniku szturmu jednostki specjalnej Special Air Service (SAS).
- 1984 – Radziecka interwencja w Afganistanie: radziecki batalion piechoty zmotoryzowanej został zaatakowany i rozbity przez mudżahedinów w Dolinie Hazara.
- 1985 – Amerykanin Richard Bass jako pierwszy wspinacz skompletował Koronę Ziemi.
- 1986 – Premiera filmu Krokodyl Dundee w reżyserii Petera Faimana.
- 1988 – W Dublinie odbył się 33. Konkurs Piosenki Eurowizji, w którym zwyciężył utwór Ne partez pas sans moi w wykonaniu reprezentującej Szwajcarię Kanadyjki Céline Dion.
- 1991:
  - Ramiz Alia został prezydentem Albanii.
  - W Madrycie podpisano układ przedłużający postanowienia Układu Antarktycznego dotyczące roszczeń terytorialnych do 23 czerwca 2041 roku.
  - W zakładach w Zwickau zakończono produkcję Trabanta.
  - Zakończyły działalność wschodnioniemieckie linie lotnicze Interflug.
  - Pułkownik Elias Phisoana Ramaema dokonał zamachu stanu w Lesotho kończąc rządy junty generała Justina Metsinga Lekhanyi.
- 1993 – Podczas turnieju w Hamburgu amerykańska tenisistka Monica Seles została w trakcie meczu zraniona nożem przez szaleńca.
- 1994:
  - Austriacki kierowca F1 Roland Ratzenberger zginął w wypadku na torze Imola podczas kwalifikacji przed wyścigiem o Grand Prix San Marino.
  - W Dublinie odbył się finał 39. Konkursu Piosenki Eurowizji, w którym utwór „To nie ja!” w wykonaniu Edyty Górniak zajął drugie miejsce.
- 1995 – Prezydent USA Bill Clinton ogłosił zakaz inwestycji i handlu z Iranem.
- 1998 – Senat Stanów Zjednoczonych ratyfikował protokoły o przyjęciu Polski, Czech i Węgier do NATO.
- 1999:
  - Kambodża została członkiem Stowarzyszenia Narodów Azji Południowo-Wschodniej (ASEAN).
  - W dokonanym przez neonazistę Davida Copelanda zamachu bombowym na gejowski lokal w londyńskiej dzielnicy Soho zginęły 3 osoby, a 20 zostało rannych.
- 2000 – Faustyna Kowalska została kanonizowana przez papieża Jana Pawła II.
- 2002 – W wyniku referendum w Pakistanie sprawowanie władzy prezydenckiej przez gen. Perveza Musharrafa przedłużono o kolejne 5 lat.
- 2008 – Władze Białorusi uznały 10 amerykańskich dyplomatów za personae non gratae i nakazały im opuszczenie kraju w ciągu 72 godzin.
- 2009:
  - Armia brytyjska oficjalnie zakończyła misję bojową w Iraku.
  - W Apeldoorn w wyniku nieudanego zamachu przy użyciu samochodu na jadącą autobusem holenderską rodzinę królewską zginęło 7 osób oraz zamachowiec, a 17 osób zostało rannych.
  - W Chongqing w Chinach otwarto Most Chaotianmen nad rzeką Jangcy o najdłuższym przęśle głównym na świecie (552 metry).
  - W zamachu na Azerbejdżańską Akademię Naftową w Baku zginęło 12 osób.
- 2010 – Do wybrzeży Luizjany dotarła plama ropy z wycieku po katastrofie platformy wiertniczej Deepwater Horizon 20 kwietnia w Zatoce Meksykańskiej.
- 2012 – Wojna domowa w Syrii: ponad 20 osób zginęło w wyniku wybuchu bomby podłożonej przez członków Frontu Obrony Ludności Lewantu w pobliżu kwatery głównej służb wywiadowczych sił powietrznych w Idlib.
- 2013 – Po abdykacji swej matki królowej Beatrycze na tron holenderski wstąpił Wilhelm-Aleksander.
- 2014 – Rządząca partia Państwo Prawa wygrała wybory parlamentarne w Iraku.
- 2015 – Mustafa Akıncı został prezydentem Cypru Północnego.
- 2016 – Prezydent Kenii Uhuru Kenyatta podpalił stos składający się ze 105 ton kości słoniowej oraz kłów i rogów nosorożców, w symbolicznym proteście przeciwko zabijaniu dla korzyści majątkowych zagrożonych wyginięciem gatunków.
- 2019 – Cesarz Japonii Akihito abdykował na rzecz swego syna Naruhito.
- 2021:
  - Jacob Jusu Saffa został premierem Sierra Leone.
  - Po zakończeniu obchodów żydowskiego święta Lag ba-Omer na górze Meron w północnym Izraelu doszło do wybuchu paniki, w wyniku której zginęło 45 osób, a 150 zostało rannych.

## Odkrycia astronomiczne i eksploracja kosmosu
- 1006 – W gwiazdozbiorze Wilka rozbłysła najjaśniejsza w historii supernowa SN 1006.
- 2015 – Rozbiciem o powierzchnię Merkurego zakończyła się misja amerykańskiej sondy MESSENGER.

## Urodzili się
- 1306 – Andrea Dandolo, doża Wenecji (zm. 1354)
- 1310 – Kazimierz III Wielki, król Polski (zm. 1370)
- 1425 – Wilhelm II, landgraf Turyngii (zm. 1482)
- 1437 – Jan Thurzo, polski przedsiębiorca, polityk, burmistrz Krakowa pochodzenia węgierskiego (zm. 1508)
- 1504 – Francesco Primaticcio, włoski malarz (zm. 1570)
- 1527 – Jacobus Bergemann, niemiecki lekarz (zm. 1595)
- 1539 – Barbara Habsburżanka, arcyksiężniczka austriacka, księżniczka czeska i węgierska, księżna Modeny i Reggio (zm. 1572)
- 1553 – Ludwika Lotaryńska, królowa Francji (zm. 1601)
- 1605 – Peder Winstrup, szwedzki duchowny luterański, biskup Lund (zm. 1679)
- 1623 – Franciszek de Montmorency Laval, francuski duchowny katolicki, pierwszy biskup Quebecu, święty (zm. 1708)
- 1651 – Jan Chrzciciel de la Salle, francuski duchowny katolicki, święty (zm. 1719)
- 1662 – Maria II Stuart, królowa Anglii, Szkocji i Irlandii (zm. 1694)
- 1664 – Franciszek Ludwik de Bourbon-Conti, książę Conti (zm. 1709)
- 1687 – Pedro Cebrián y Augustín, hiszpański hrabia, polityk, dyplomata (zm. 1752)
- 1689 – Jean-Jacques Amelot de Chaillou, francuski arystokrata, polityk (zm. 1749)
- 1693 – Giuseppe Maria Feroni, włoski kardynał (zm. 1767)
- 1700 – (lub 15 listopada) Marcin Załuski, polski duchowny katolicki, biskup sufragan płocki, sekretarz wielki koronny (zm. 1768)
- 1722 – (lub 1716) Katarzyna Kossakowska, polska działaczka polityczna (zm. 1803)
- 1723 – Mathurin Jacques Brisson, francuski zoolog, filozof (zm. 1806)
- 1725 – Jean-Jacques Caffieri, francuski rzeźbiarz (zm. 1792)
- 1738 – Maria Wilhelmina von Neipperg, austriacka arystokratka, dama dworu (zm. 1775)
- 1758 – Emmanuele Vitale, maltański notariusz, dowódca wojskowy, polityk (zm. 1802)
- 1760 – Joseph Souham, francuski generał (zm. 1837)
- 1770 – David Thompson, kanadyjski podróżnik, kartograf (zm. 1857)
- 1775 – Guillaume Dode de la Brunerie, francuski dowódca wojskowy, marszałek Francji (zm. 1851)
- 1777 – Carl Friedrich Gauss, niemiecki matematyk, fizyk, astronom, geodeta (zm. 1855)
- 1790 – Karl Wilhelm von Willisen, pruski generał (zm. 1879)
- 1798 – Albert, książę Schwarzburg-Rudolstadt (zm. 1869)
- 1800 – Piotr Stanisław Moszyński, polski działacz patriotyczny, kolekcjoner, filantrop (zm. 1879)
- 1803 – Albrecht von Roon, pruski feldmarszałek, polityk, premier Prus (zm. 1879)
- 1809 – Ludwik Sztyrmer, polski pisarz, generał-lejtnant w służbie rosyjskiej (zm. 1886)
- 1812 – Kaspar Hauser, niemiecki znajda (zm. 1833)
- 1813 – Wilhelm Ludwig Abeken, niemiecki archeolog, filolog klasyczny (zm. 1843)
- 1816 – Jean-Georges Collomb, francuski duchowny katolicki, misjonarz, biskup, wikariusz apostolski Melanezji (zm. 1848)
- 1818 – Józef Konopka, polski folklorysta, polityk (zm. 1880)
- 1823 – George Campbell, brytyjski arystokrata, polityk, naukowiec (zm. 1900)
- 1825:
  - Johannes Haller, austriacki duchowny katolicki, arcybiskup metropolita Salzburga, kardynał (zm. 1900)
  - Stanisław Maroński, polski historyk, pedagog (zm. 1907)
- 1828 – Leopold Auerbach, niemiecki neurolog, biolog (zm. 1897)
- 1833 – Benedykt Dybowski, polski lekarz, przyrodnik, wykładowca akademicki, esperantysta, podróżnik, odkrywca (zm. 1930)
- 1835 – Franz von Defregger, austriacki malarz (zm. 1921)
- 1837 – Charles Sedelmeyer, austriacko-francuski marszand, kolekcjoner, autor katalogów dzieł sztuki (zm. 1925)
- 1839:
  - Floriano Peixoto, brazylijski wojskowy, polityk, wiceprezydent i prezydent Brazylii (zm. 1895)
  - Karol Salwator, arcyksiążę austriacki, książę toskański (zm. 1892)
- 1841:
  - Józef Miniewski, polski pułkownik, uczestnik powstania styczniowego (zm. 1926)
  - Filip Robota, polski nauczyciel, działacz oświatowy i społeczno-narodowy na Śląsku (zm. 1902)
- 1843 – Joseph Joel Duveen, holenderski marszand, filatelista (zm. 1908)
- 1844 – Bronisława Stankowicz, polska zakonnica, współzałożycielka Zgromadzenia Sióstr od Aniołów (zm. 1929)
- 1846 – Konrad Gamper, szwajcarski konstruktor, menadżer, przemysłowiec (zm. 1899)
- 1847 – Paul Grützner, niemiecki fizjolog, wykładowca akademicki (zm. 1919)
- 1848 – Eugène Simon, francuski przyrodnik, arachnolog, ornitolog, podróżnik (zm. 1924)
- 1852 – Nikołaj Grot, rosyjski filozof, psycholog, wykładowca akademicki (zm. 1899)
- 1855 – Mieczysław Warmski, polski nauczyciel, historyk oświaty (zm. 1916)
- 1857 – Eugen Bleuler, szwajcarski psychiatra, wykładowca akademicki (zm. 1939)
- 1858 – Mary Dimmick Harrison, amerykańska pierwsza dama (zm. 1948)
- 1860 – Gerhard Seeliger, niemiecki historyk, wykładowca akademicki (zm. 1921)
- 1863:
  - Leonardo Gigli, włoski ginekolog (zm. 1908)
  - Max Skladanowsky, niemiecki wynalazca, pionier kinematografii (zm. 1939)
- 1864 – Léonce Girardot, francuski kierowca wyścigowy (zm. 1922)
- 1865 – Max Nettlau, niemiecki anarchista, historyk (zm. 1944)
- 1869:
  - Philip de László, węgierski malarz (zm. 1937)
  - Hans Poelzig, niemiecki architekt (zm. 1936)
- 1870:
  - Ferenc Lehár, węgierski kompozytor operetkowy (zm. 1948)
  - Dadasaheb Phalke, indyjski malarz, fotograf, iluzjonista, reżyser i producent filmowy (zm. 1944)
- 1871:
  - Gottlieb Redecker, niemiecki architekt, inżynier (zm. 1945)
- 1872:
  - Luigi Barlassina, włoski duchowny katolicki, łaciński patriarcha Jerozolimy (zm. 1947)
  - Henri Hirschmann, francuski kompozytor operetkowy (zm. 1961)
- 1873 – Wasyl Czagowec, ukraiński fizjolog (zm. 1941)
- 1874:
  - Wawrzyniec Sielski, polski polityk, poseł na Sejm RP (zm. 1936)
  - Cyriel Verschaeve, belgijski duchowny katolicki, teolog, poeta, filozof, historyk sztuki, nacjonalista flamandzki (zm. 1949)
- 1875:
  - Julien Brulé, francuski łucznik (zm. po 1924)
  - Stanisław Jagmin, polski rzeźbiarz, ceramik (zm. 1961)
- 1877:
  - Léon Flameng, francuski kolarz szosowy i torowy (zm. 1917)
  - Alice B. Toklas, Amerykanka, kochanka pisarki Gertrude Stein (zm. 1967)
- 1878:
  - Fernand Gabriel, francuski kierowca wyścigowy (zm. 1943)
  - Paul Hazard, francuski historyk literatury i kultury (zm. 1944)
  - Władysław Witwicki, polski psycholog, filozof, historyk filozofii, tłumacz, lektor radiowy, teoretyk sztuki, artysta, wykładowca akademicki (zm. 1948)
- 1879:
  - Lew Karpow, rosyjski chemik, rewolucjonista (zm. 1921)
  - Richárd Weisz, węgierski zapaśnik, sztangista (zm. 1945)
- 1880:
  - Antoni Jan Sabatowski, polski lekarz, balneolog, działacz społeczny (zm. 1967)
  - Stanisław Szwarc, polski malarz, litograf (zm. 1953)
- 1881:
  - Tom Burridge, angielski piłkarz (zm. 1964)
  - Janka Żurba, białoruski nauczyciel, literat, tłumacz (zm. 1964)
- 1882 – Bronisław Kopczyński, polski malarz, rysownik, grafik (zm. 1964)
- 1883:
  - Jaroslav Hašek, czeski pisarz, publicysta, dziennikarz (zm. 1923)
  - Indalecio Prieto, hiszpański polityk socjalistyczny, dziennikarz (zm. 1962)
- 1885 – Luigi Russolo, włoski malarz, kompozytor (zm. 1947)
- 1887 – Alfonso Calzolari, włoski kolarz szosowy (zm. 1983)
- 1888:
  - David Jacobs, brytyjski lekkoatleta, sprinter (zm. 1976)
  - Antonio Sant’Elia, włoski architekt (zm. 1916)
- 1890:
  - Siergiej Briuchonienko, rosyjski fizjolog (zm. 1960)
  - Géza Lakatos, węgierski generał, polityk, premier Węgier (zm. 1967)
- 1891:
  - Janusz Domaniewski, polski ornitolog, pisarz, popularyzator nauki (zm. 1954)
  - Pat O’Hara Wood, australijski tenisista (zm. 1961)
  - Zygmunt August Wrześniowski, polski major kawalerii, prawnik, malarz, muzealnik (zm. 1964)
  - Zygmunt Zabierzowski, polski prawnik, polityk, komisarz rządu w Gdyni (zm. 1937)
- 1893:
  - Norman Batten, amerykański kierowca wyścigowy (zm. 1928)
  - Tinus van Beurden, holenderski piłkarz (zm. 1950)
  - Joachim von Ribbentrop, niemiecki polityk, działacz nazistowski, dyplomata, minister spraw zagranicznych (zm. 1946)
  - Jan Szulik, polski działacz plebiscytowy, powstaniec śląski, polityk, poseł na Sejm Śląski i Sejm RP (zm. 1942)
- 1894:
  - Herbert Vere Evatt, australijski prawnik, polityk (zm. 1965)
  - George Henry Hamilton Tate, amerykański zoolog pochodzenia brytyjskiego (zm. 1953)
  - Alfredo Martín, argentyński piłkarz (zm. 1955)
- 1895:
  - James Ireland, brytyjski duchowny katolicki, misjonarz, prefekt apostolski Falklandów (zm. 1986)
  - Jan Korybski, polski kapitan (zm. 1940)
- 1896:
  - Adolf Marian Czarnota, polski rotmistrz (zm. 1940)
  - Zygmunt Horyd, polski komandor podporucznik, inżynier budownictwa wodnego (zm. 1939)
  - Colby Slater, amerykański rugbysta (zm. 1965)
- 1897:
  - Dina Belanger, kanadyjska zakonnica, mistyczka, błogosławiona (zm. 1929)
  - Johann Rattenhuber, niemiecki działacz nazistowski, dowódca Służby Bezpieczeństwa Rzeszy (zm. 1957)
- 1898 – Zofia Bohdanowiczowa, polska pisarka (zm. 1965)
- 1899:
  - Jadwiga Budzisz-Buynowska, polska malarka (zm. 1990)
  - Marian Jedlicki, polski historyk państwa i prawa, mediewista (zm. 1954)
  - Bart McGhee, amerykański piłkarz pochodzenia szkockiego (zm. 1979)
- 1900:
  - Janina Konarska, polska malarka, rzeźbiarka pochodzenia żydowskiego (zm. 1975)
  - David Manners, kanadyjsko-amerykański aktor (zm. 1998)
  - Andrzej Stawar, polski marksista, publicysta, krytyk literacki, tłumacz (zm. 1961)
- 1901:
  - Simon Kuznets, amerykański ekonomista, laureat Nagrody Banku Szwecji im. Alfreda Nobla w dziedzinie ekonomii pochodzenia rosyjskiego (zm. 1985)
  - György Orth, węgierski piłkarz, trener (zm. 1962)
- 1902:
  - Peregrino Anselmo, urugwajski piłkarz, trener (zm. 1975)
  - Maria Francesca Giannetto, włoska zakonnica, Służebnica Boża (zm. 1930)
  - George Hicks, angielski piłkarz (zm. 1954)
  - Theodore Schultz, amerykański ekonomista, wykładowca akademicki, laureat Nagrody Banku Szwecji im. Alfreda Nobla w dziedzinie ekonomii (zm. 1998)
- 1903:
  - Karol Górski, polski historyk, wykładowca akademicki, działacz katolicki (zm. 1988)
  - Fulton Lewis, amerykański prezenter radiowy (zm. 1966)
  - Carl Fellman Schaefer, kanadyjski malarz (zm. 1995)
- 1904 – Ren Bishi, chiński polityk komunistyczny (zm. 1950)
- 1905:
  - Siergiej Nikolski, rosyjski matematyk, wykładowca akademicki (zm. 2012)
  - Heinrich Schläppi, szwajcarski bobsleista (zm. 1958)
- 1906 – Stanisław Potocki, polski nauczyciel, dyrektor szkoły, fotograf, działacz i sędzia sportowy, urzędnik, przewodniczący Prezydium MRN w Sanoku (zm. 1986)
- 1907 – John Diamond, brytyjski polityk (zm. 2004)
- 1908:
  - Eve Arden, amerykańska aktorka (zm. 1990)
  - Henri Lepage, francuski szpadzista (zm. 1996)
  - Andrzej Nowikow, polski sportowiec, trener, ratownik górski, oficer (zm. ?)
- 1909:
  - Piotr Dubinin, radziecki szachista (zm. 1983)
  - Juliana, królowa Holandii (zm. 2004)
- 1910 – Kurt Kuhnke, niemiecki kierowca wyścigowy (zm. 1969)
- 1911:
  - Yaşar Erkan, turecki zapaśnik (zm. 1986)
  - Roger Hilton, brytyjski malarz (zm. 1975)
  - Wojciech Januszewicz, polski pilot myśliwski (zm. 1940)
  - Luise Rinser, niemiecka pisarka, krytyk literacka (zm. 2002)
- 1913 – Werner Meyer-Eppler, niemiecki elektroakustyk, prekursor muzyki elektronicznej (zm. 1960)
- 1914:
  - Thelma Peake, australijska lekkoatletka (zm. 1982)
  - Fred Peart, brytyjski polityk (zm. 1988)
- 1915:
  - James McDonald Vicary, amerykański ekspert w dziedzinie badań nad rynkiem (zm. 1977)
  - Elio Toaff, włoski rabin (zm. 2015)
- 1916:
  - Phil Brown, amerykański aktor (zm. 2006)
  - Paul Kuusberg, estoński pisarz, działacz komunistyczny (zm. 2003)
  - Claude E. Shannon, amerykański matematyk, inżynier (zm. 2001)
- 1917 – Mervyn Wood, australijski wioślarz (zm. 2006)
- 1918:
  - Don McNeill, amerykański tenisista (zm. 1996)
  - Witold Jan Orłowski, polski okulista (zm. 1988)
- 1919:
  - Iwan Baluk, radziecki pułkownik pilot, as myśliwski (zm. 1993)
  - Bolesław Gleichgewicht, polski matematyk, szachista, działacz opozycji antykomunistycznej (zm. 2019)
- 1920:
  - Thomas Moore, brytyjski motocyklista wyścigowy, kapitan, działacz społeczny i charytatywny (zm. 2021)
  - Zdzisław Skwara, polski śpiewak operowy (bas), pedagog (zm. 2009)
- 1921:
  - Gieorgij Iliwicki, rosyjski szachista (zm. 1989)
  - Nikołaj Jemochonow, radziecki generał armii, funkcjonariusz służb specjalnych (zm. 2014)
- 1922:
  - Henryk Kosk, polski oficer, historyk wojskowości, ekonomista (zm. 2002)
  - Zbigniew Kruszelnicki, polski żołnierz AK (zm. 1944)
- 1923 – Ramon Torrella Cascante, hiszpański duchowny katolicki, arcybiskup Tarragony (zm. 2004)
- 1924:
  - Sheldon Harnick, amerykański prozaik, autor tekstów piosenek (zm. 2023)
  - Uno Laht, estoński prozaik, poeta, publicysta, działacz komunistyczny (zm. 2008)
- 1925:
  - Stanisław Jarecki, polski muzyk, etnograf, dziennikarz, publicysta (zm. 2004)
  - Maria Zbyszewska, polska aktorka (zm. 1985)
- 1926:
  - Oktawiusz Jurewicz, polski filolog klasyczny, historyk, bizantynolog (zm. 2016)
  - Cloris Leachman, amerykańska aktorka (zm. 2021)
- 1927:
  - Jannette Burr, amerykańska narciarka alpejska (zm. 2022)
  - Lars Hall, szwedzki pięcioboista nowoczesny (zm. 1991)
  - Jerzy Janik, polski fizyk jądrowy, wykładowca akademicki (zm. 2012)
  - Stanisław Pruski, polski fizyk, wykładowca akademicki (zm. 2017)
- 1928:
  - Alfred Lomas, brytyjski polityk (zm. 2021)
  - Peter Nöcker, niemiecki kierowca wyścigowy (zm. 2007)
- 1929:
  - Heinz Geyer, niemiecki działacz komunistyczny, generał major Stasi (zm. 2008)
  - Zofia Kowalczyk, polska gimnastyczka sportowa (zm. 2025)
  - Zygmunt Kubiak, polski prozaik, eseista, tłumacz, propagator kultury antycznej, wykładowca akademicki (zm. 2004)
  - Florian Nieuważny, polski rusycysta, ukrainista, tłumacz (zm. 2009)
- 1930:
  - Félix Guattari, francuski filozof, psychoanalityk (zm. 1992)
  - Eugen Meier, szwajcarski piłkarz (zm. 2002)
  - Marek Skwarnicki, polski prozaik, poeta, publicysta, felietonista, tłumacz (zm. 2013)
- 1931:
  - Adriana Asti, włoska aktorka (zm. 2025)
  - Bill Clay, amerykański polityk (zm. 2025)
  - Władimir Dybo, rosyjski językoznawca, wykładowca akademicki (zm. 2023)
  - Eugene Gerber, amerykański duchowny katolicki, biskup Wichity (zm. 2018)
  - John Sutcliffe, brytyjski polityk
  - Dick Twardzik, amerykański pianista jazzowy pochodzenia polskiego (zm. 1955)
- 1932:
  - Henryk Hajduk, polski piłkarz (zm. 2000)
  - Umar Kayam, indonezyjski socjolog, wykładowca akademicki, pisarz (zm. 2002)
  - Franciszek Łachowski, polski działacz partyjny i państwowy, wojewoda lubelski (zm. 2014)
  - Ryszard Stryjec, polski grafik, malarz, rzeźbiarz, ceramik (zm. 1997)
  - Antonio Tejero, hiszpański podpułkownik Guardia Civil
  - Mário Travaglini, brazylijski piłkarz, trener (zm. 2014)
  - Maria Uszacka, polska graficzka (zm. 2017)
- 1933:
  - Stanisław Kowalski, polski inżynier, działacz społeczny (zm. 2022)
  - Marthe Matongo, środkowoafrykańska polityczka
  - Vittorio Merloni, włoski przedsiębiorca, przemysłowiec (zm. 2016)
  - Willie Nelson, amerykański piosenkarz
  - Krystyna Poklewska, polska historyk literatury (zm. 2019)
  - Stanisław Tworzydło, polski artysta plastyk (zm. 2022)
- 1934:
  - Roman Gąsienica-Sieczka, polski skoczek narciarski (zm. 2006)
  - Lidia Szczerbińska, polska gimnastyczka sportowa (zm. 2024)
- 1935
  - Michael Alania, gruziński fizyk (zm. 2020)
  - António Montes Moreira, portugalski duchowny katolicki, biskup Bragança-Miranda
- 1936:
  - Helmut Bohme, niemiecki historyk (zm. 2012)
  - Kazimierz Tobolski, polski biolog, wykładowca akademicki (zm. 2018)
- 1937:
  - Jonathan Moffett, irlandzki rugbysta
  - Cēzars Ozers, łotewski koszykarz (zm. 2023)
  - Janusz Sondel, polski prawnik (zm. 2017)
- 1938:
  - Gary Collins, amerykański aktor (zm. 2012)
  - Juraj Jakubisko, słowacki reżyser, scenarzysta i operator filmowy (zm. 2023)
  - Larry Niven, amerykański pisarz science fiction
  - Inti Peredo, boliwijski działacz komunistyczny (zm. 1969)
- 1939:
  - Elżbieta Gorzycka, polska aktorka (zm. 2017)
  - Bruno Habārovs, łotewski szpadzista (zm. 1994)
  - Grzegorz Sosna, polski duchowny prawosławny, historyk, publicysta (zm. 2016)
- 1940:
  - Jeroen Brouwers, holenderski dziennikarz, pisarz (zm. 2022)
  - Ermindo Onega, argentyński piłkarz (zm. 1979)
  - Tadeusz Lulek, polski fizyk, wykładowca akademicki
  - Burt Young, amerykański aktor (zm. 2023)
- 1941:
  - Stawros Dimas, grecki polityk, eurokomisarz
  - Bengt Erik Grahn, szwedzki narciarz alpejski (zm. 2019)
  - Gerard Grzywaczyk, polski rzeźbiarz
  - Gyula Tóth, węgierski piłkarz (zm. 2014)
- 1942:
  - Roman Bebak, polski prawnik, adwokat, wspinacz
  - Julian Bohdanowicz, polski rysownik, ilustrator książek, karykaturzysta (zm. 2015)
  - Sallehuddin, sułtan stanu Kedah w Malezji
  - Krzysztof Strykier, polski kierowca rajdowy, przedsiębiorca (zm. 2024)
- 1943:
  - Ze’ew Bojm, izraelski polityk (zm. 2011)
  - Frederick Chiluba, zambijski polityk, prezydent Zambii (zm. 2011)
  - Bobby Vee, amerykański piosenkarz (zm. 2016)
- 1944:
  - Rudolf Assauer, niemiecki piłkarz, trener, menedżer (zm. 2019)
  - Jill Clayburgh, amerykańska aktorka (zm. 2010)
  - Marek Trojanowicz, polski chemik, profesor nauk chemicznych, nauczyciel akademicki (zm. 2025)
- 1945:
  - Aleksander Ciążyński, polski hokeista na trawie (zm. 2021)
  - Max Cohen-Olivar, marokański kierowca wyścigowy (zm. 2018)
  - Michael John Smith, amerykański astronauta (zm. 1986)
- 1946:
  - Anna Bańkowska, polska ekonomistka, polityk, poseł na Sejm RP
  - Karol XVI Gustaw, król Szwecji
  - Don Schollander, amerykański pływak
  - Rick Weitzman, amerykański koszykarz
- 1947:
  - Jaume Cabré, kataloński filolog, pisarz, scenarzysta
  - Innocenty (Jakowlew), rosyjski biskup prawosławny
  - Zygmunt Józefczak, polski aktor (zm. 2022)
  - Kit Pearson, kanadyjska pisarka
  - Robert C. Scott, amerykański polityk, kongresmen
- 1948:
  - Zbigniew Drozdowicz, polski filozof, religioznawca
  - Perry King, amerykański aktor, reżyser i producent filmowy
  - Margit Papp, węgierska lekkoatletka, wieloboistka
  - Robert Tarjan, amerykański informatyk
- 1949:
  - Kęstutis Glaveckas, litewski ekonomista, wykładowca akademicki, polityk (zm. 2021)
  - James Grady, amerykański pisarz, dziennikarz śledczy
  - António Guterres, portugalski inżynier, polityk, premier Portugalii, sekretarz generalny ONZ
  - Han Jong-suk, północnokoreańska siatkarka
  - Karl Meiler, niemiecki tenisista (zm. 2014)
  - Warren Treadgold, amerykański historyk, bizantynolog, wykładowca akademicki
- 1950:
  - Serhij Morozow, ukraiński piłkarz, trener (zm. 2021)
  - Zofia Uzelac, polska aktorka, pedagog
  - David Wilkins, irlandzki żeglarz sportowy
- 1951:
  - Jarosław Barańczak, polski inżynier, polityk, senator RP
  - Stanisław Kędzia, polski aktor, prezenter radiowy (zm. 2005)
  - Danuta Rosani, polska lekkoatletka, dyskobolka
  - Jacek Rostowski, polski ekonomista, polityk, poseł na Sejm RP, minister finansów, wicepremier
- 1952:
  - Jacques Audiard, francuski aktor, reżyser, scenarzysta i producent filmowy
  - Antanas Kulakauskas, litewski historyk, politolog, publicysta, komentator polityczny
  - Eddie Mustafa Muhammad, amerykański bokser
  - Luigi Testore, włoski duchowny katolicki, biskup Acqui
- 1953:
  - Guy Bono, francuski polityk, eurodeputowany pochodzenia tunezyjskiego
  - Tibor Klampár, węgierski tenisista stołowy
- 1954:
  - Jane Campion, nowozelandzka reżyserka i scenarzystka filmowa
  - Wiesław Chorosiński, polski muzyk, dyrygent, pedagog
  - Alonso Cueto, peruwiański pisarz
  - Patrick McKinney, angielski duchowny katolicki, biskup Nottingham
- 1955:
  - Philippe Bonin, francuski florecista
  - Julio Cobos, argentyński polityk
  - Małgorzata Gebel, polska aktorka
  - Janusz Grabowski, polski matematyk, wykładowca akademicki
  - Nicolas Hulot, francuski pisarz, dziennikarz, ekolog
  - Imants Lieģis, łotewski dyplomata, polityk
  - Fernando Maura, hiszpański prawnik, adwokat, publicysta, polityk, eurodeputowany
  - Tomasz Mathea, polski wiceadmirał
  - Pradeep Sarkar, indyjski reżyser i scenarzysta filmowy (zm. 2023)
  - Marian Sypniewski, polski florecista
  - Zlatko Topčić, bośniacki pisarz
- 1956:
  - Marty Byrnes, amerykański koszykarz
  - Bohdan Hud´, ukraiński historyk, politolog
  - Lars von Trier, duński reżyser i scenarzysta filmowy
- 1957:
  - Darko Anić, chorwacko-francuski szachista, trener
  - Mariusz Pilawski, polski aktor, reżyser, poeta, felietonista
  - Héctor Zelada, argentyński piłkarz, bramkarz
- 1958:
  - Charles Berling, francuski aktor, reżyser i scenarzysta filmowy
  - Gary Gray, australijski polityk
  - Stephen Mull, amerykański dyplomata
  - Abdelaziz Souleimani, marokański piłkarz
  - Grzegorz Stróżniak, polski wokalista, klawiszowiec, kompozytor, autor tekstów, członek zespołu Lombard
- 1959:
  - Paul Gross, kanadyjski aktor, reżyser i producent filmowy, piosenkarz, pisarz
  - Stephen Harper, kanadyjski polityk, premier Kanady
  - Marek Jakubiak, polski przedsiębiorca, polityk, poseł na Sejm RP
  - Iwona Rulewicz, polska aktorka
- 1960:
  - Thomas Daly, amerykański duchowny katolicki, biskup Spokane
  - Jarosław Drzewiecki, polski pianista, pedagog
  - Beata Poźniak, polska aktorka, producentka i reżyserka filmowa i teatralna, malarka
- 1961:
  - Jaroslav Dušek, czeski aktor
  - Arnór Guðjohnsen, islandzki piłkarz
  - Eva Illouz, izraelska socjolog
  - Thomas Schaaf, niemiecki piłkarz, trener
  - Isiah Thomas, amerykański koszykarz, trener
  - Franky Van der Elst, belgijski piłkarz, trener
  - Zbigniew Włodkowski, polski polityk, samorządowiec, poseł na Sejm RP, burmistrz Orzysza
- 1962:
  - Nikołaj Fomienko, rosyjski prezenter telewizyjny, aktor, komik, piosenkarz, przedsiębiorca
  - Toni Hannula, fiński zapaśnik
  - Egil Johansen, norweski piłkarz (zm. 2023)
  - Seiji Maehara, japoński polityk
  - Juan Emilio Mojica, dominikański trener piłkarski
- 1963:
  - Vítězslav Lavička, czeski piłkarz, trener
  - Natalja Szywie, rosyjska łyżwiarka szybka
  - Michael Waltrip, amerykański kierowca wyścigowy
  - Roman Wilhuszynski, ukraiński rzeźbiarz, snycerz
- 1964:
  - Tony Fernandes, malezyjski przedsiębiorca
  - Kent James, amerykański muzyk, aktor
  - Lorenzo Staelens, belgijski piłkarz
- 1965:
  - Daniela Costian, rumuńska i australijska lekkoatletka, dyskobolka
  - Eddie McGoldrick, irlandzki piłkarz
  - Torfi Ólafsson, islandzki strongman
  - Adrian Pasdar, amerykański aktor, reżyser filmowy pochodzenia irańsko-niemieckiego
  - Pinga, brazylijski piłkarz
  - Ilmārs Rimšēvičs, łotewski ekonomista, urzędnik państwowy, prezes Banku Łotwy
  - Catalino Rivarola, paragwajski piłkarz
- 1966:
  - Roman Hagara, austriacki żeglarz sportowy
  - Stine Lise Hattestad, norweska narciarka dowolna
  - Elisabeth Micheler-Jones, niemiecka kajakarka górska
- 1967:
  - Ausra Fridrikas, austriacka piłkarka ręczna pochodzenia litewskiego
  - Filipp Kirkorow, rosyjski piosenkarz, kompozytor, producent muzyczny, aktor pochodzenia bułgarskiego
  - Turbo B, amerykański raper
- 1968:
  - Mohamed Haniched, algierski piłkarz, bramkarz, trener
  - Sławomir Neumann, polski samorządowiec, polityk, poseł na Sejm RP
- 1969:
  - Justine Greening, brytyjska ekonomistka, polityk
  - Paulo Jr., brazylijski basista, członek zespołu Sepultura
  - Adam Luboński, polski przedsiębiorca, polityk, poseł na Sejm RP
- 1970:
  - Fadi Eid, libański szachista, trener
  - Halit Ergenç, turecki aktor
  - Steve Holland, angielski piłkarz, trener
  - Bernadetta Lawrenz, polska lekkoatletka, skoczkini wzwyż
  - Antula Papailia, grecka koszykarka
  - Susanne Profanter, austriacka judoczka
  - Rintje Ritsma, holenderski łyżwiarz szybki
  - Irina Starzyńska, ukraińska siatkarka
  - Marcin Szyszko, polski perkusista, członek zespołu Wilki (zm. 2013)
- 1971:
  - John Boyne, irlandzki pisarz
  - Anthony Foxx, amerykański polityk
  - Chris Henderson, amerykański gitarzysta, członek zespołu 3 Doors Down
  - Krystian Kiełb, polski kompozytor, teoretyk i pedagog muzyczny
  - Simone Rossetti, włoski piosenkarz, kompozytor
  - B.J. Tyler, amerykański koszykarz
- 1972:
  - Maciej Awiżeń, polski samorządowiec, starosta kłodzki
  - Zbigniew Gabryś, polski kierowca rajdowy
  - Anilda Ibrahimi, albańska pisarka
  - Dzmitryj Klimowicz, białoruski piłkarz
  - Hiroaki Morishima, japoński piłkarz
  - Bekim Sejranović, bośniacki pisarz, tłumacz (zm. 2022)
- 1973:
  - Akon, amerykański raper, piosenkarz
  - Malang Diedhiou, senegalski sędzia piłkarski
  - Mikołaj Lizut, polski dziennikarz, dramatopisarz
  - Naomi Novik, amerykańska pisarka pochodzenia polskiego
  - Jamie Staff, brytyjski kolarz torowy i BMX
  - Jeff Timmons, amerykański wokalista, producent muzyczny, członek zespołu 98 Degrees
- 1974:
  - Elisabetta De Blasis, włoska lekarka, działaczka samorządowa, polityk, eurodeputowana
  - Marek Włodarczyk, polski aktor
- 1975:
  - Dita Charanzová, czeska dyplomatka, polityk, eurodeputowana
  - Michael Chaturantabut, amerykański aktor, mistrz sztuk walki pochodzenia tajsko-chińskiego
  - Johnny Galecki, amerykański aktor, producent filmowy pochodzenia polskiego
  - Ha Tae-kwon, południowokoreański badmintonista
  - Tomi Joutsen, fiński muzyk, kompozytor, wokalista, autor tekstów, członek zespołów: Nevergreen, Sinisthra, Amorphis i Corpse Molester Cult
  - Martin Lewandowski, polski przedsiębiorca
  - Eutymiusz (Maksimienko), rosyjski biskup prawosławny
  - Darren Manning, brytyjski kierowca wyścigowy
  - David Moncoutié, francuski kolarz szosowy
  - Arnaud Robinet, francuski polityk, samorządowiec, mer Reims
  - Annika Strandhäll, szwedzka działaczka związkowa, polityk
- 1976:
  - Davian Clarke, jamajski lekkoatleta, sprinter
  - Jason Holland, niemiecki hokeista pochodzenia kanadyjskiego
  - Magda Mołek, polska dziennikarka i prezenterka telewizyjna
  - Amanda Palmer, amerykańska piosenkarka
  - Aleksandra Seghi, włoska filolog, dziennikarka pochodzenia polskiego
- 1977:
  - Peter Babnič, słowacki piłkarz
  - Władisław Goranow, bułgarski ekonomista, polityk
  - Rafał Matuszak, polski basista, członek zespołu Coma
  - Ashley Noffke, australijski krykiecista
  - Grzegorz Pastuszak, polski inżynier
  - Yoel Romero, kubański zapaśnik
  - Robert de Wilde, holenderski kolarz BMX
- 1978:
  - Simone Barone, włoski piłkarz
  - Joachim Boldsen, duński piłkarz ręczny
  - Filip Grzegorczyk, polski prawnik, urzędnik państwowy
  - Li Ruofan, chińska szachistka
  - Raquel Silva, brazylijska siatkarka
- 1979:
  - Robert Bell, brytyjski kierowca wyścigowy
  - Kip Carpenter, amerykański łyżwiarz szybki
  - Daniel Elbittar, wenezuelski aktor
  - Rachelle de Jong, kanadyjska wioślarka
  - Sean Mackin, amerykański wokalista, skrzypek, członek zespołu Yellowcard
  - Julija Szełuchina, ukraińska siatkarka
  - Gerardo Torrado, meksykański piłkarz pochodzenia hiszpańskiego
  - Hale T-Pole, tongijski rugbysta
- 1980:
  - Brook Billings, amerykański siatkarz
  - Sam Heughan, szkocki aktor
  - Piotr Nowak, polski ekonomista, urzędnik państwowy
  - Rubén Sanz, hiszpański piłkarz
  - Luis Scola, argentyński koszykarz
  - Andris Vaņins, łotewski piłkarz, bramkarz
- 1981:
  - Aleksandr Aleksiejew, rosyjski bokser
  - Barbara Klicka, polska poetka, animatorka kultury
  - Piotr Nalicz, rosyjski piosenkarz, kompozytor
  - Kunal Nayyar, indyjski aktor
  - Diego Occhiuzzi, włoski szablista
  - John O’Shea, irlandzki piłkarz
  - Justin Vernon, amerykański muzyk, piosenkarz, producent muzyczny
  - Lukas Wilaschek, niemiecki bokser pochodzenia polskiego
  - Grzegorz Woś, polski aktor
- 1982:
  - Lloyd Banks, amerykański raper
  - Christian Bruder, niemiecki skoczek narciarski
  - Kirsten Dunst, amerykańska aktorka
  - Mario Lička, czeski piłkarz
  - Almiro Lobo, mozambicki piłkarz
  - Drew Seeley, kanadyjski piosenkarz, autor tekstów, aktor
  - Magdalena Stanny, polska lekkoatletka, biegaczka
  - Benedykt Szneider, polski autor komiksów
  - Max Weinhold, niemiecki hokeista na trawie, bramkarz
  - Ivana Zburová, słowacka siatkarka
- 1983:
  - Tatjana Hüfner, niemiecka saneczkarka
  - Jewgienij Korotyszkin, rosyjski pływak
  - Jelena Leuczanka, białoruska koszykarka
  - Sun Lei, chińska lekkoatletka, tyczkarka
  - Yun Mi-jin, południowokoreańska łuczniczka
- 1984:
  - Seimone Augustus, amerykańska koszykarka
  - Andra Manson, amerykański lekkoatleta, skoczek wzwyż
  - Zhu Lin, chińska badmintonistka
  - Katarzyna Wierzbicka, polska lekkoatletka, tyczkarka
- 1985:
  - Brian Baker, amerykański tenisista
  - Brandon Bass, amerykański koszykarz
  - Elena Fanchini, włoska narciarka alpejska (zm. 2023)
  - Gal Gadot, izraelska aktorka, modelka
  - Dominika Gawęda, polska wokalistka, członkini zespołu Blue Café
  - Jonathan Lobert, francuski żeglarz sportowy
  - Robert Lücken, holenderski wioślarz
  - Anne Matthes, niemiecka siatkarka
  - Michael Mørkøv, duński kolarz torowy i szosowy
  - Charity Szczechowiak, nigeryjsko-amerykańsko-polska koszykarka
- 1986:
  - Dianna Agron, amerykańska aktorka, piosenkarka
  - Alba María Cabello, hiszpańska pływaczka synchroniczna
  - Rob Elliot, angielski piłkarz, bramkarz
- 1987:
  - Marta Bastianelli, włoska kolarka szosowa
  - Radzimir Dębski, polski kompozytor, dyrygent, producent muzyczny
  - Dia Ewtimowa, bułgarska tenisistka
  - Tamás Koltai, węgierski piłkarz
  - Dax McCarty, amerykański piłkarz
  - Alexandru Rosu, rumuński sztangista
  - Kaspar Taimsoo, estoński wioślarz
  - Nikki Webster, australijska piosenkarka, modelka, tancerka, aktorka
  - Dərya Zamanova, azerska siatkarka
- 1988:
  - Ana de Armas, kubańska aktorka
  - Dénes Boros, węgierski szachista
  - Nikolina Kovačić, chorwacka siatkarka
- 1989:
  - Baauer, amerykański didżej, producent muzyczny
  - Anastasia Bucsis, kanadyjska łyżwiarka szybka
  - Katarzyna Grzybowska-Franc, polska tenisistka stołowa
  - Angelika Jakubowska, polska modelka, zdobywczyni tytułu Miss Polonia
  - Nigel Levine, brytyjski lekkoatleta, sprinter
  - Denys Łukaszow, ukraiński koszykarz
  - Małach, polski raper, producent muzyczny
  - Hrant Melkumian, ormiański szachista
- 1990:
  - Jonathan Brownlee, brytyjski triathlonista
  - Katarzyna Bryda, polska siatkarka
  - Mac DeMarco, kanadyjski piosenkarz, muzyk, autor tekstów, producent muzyczny
  - Iryna Husiak, ukraińska zapaśniczka
  - Michael Schulte, niemiecki piosenkarz
  - Sennek, belgijska piosenkarka, autorka tekstów
- 1991:
  - Danijel Aleksić, serbski piłkarz
  - Klaudia Buczek, polska wspinaczka sportowa
  - Weronika Domagała, polska tenisistka
  - Connor Jaeger, amerykański pływak
  - Kaarel Nurmsalu, estoński skoczek narciarski, kombinator norweski
  - Victor Pálsson, islandzki piłkarz
  - Brandon Paul, amerykański koszykarz
  - Lindsay Pearce, amerykańska aktorka, piosenkarka
  - Travis Scott, amerykański raper, piosenkarz, producent muzyczny
- 1992:
  - Magdalena Gorzkowska, polska lekkoatletka, sprinterka
  - Laura Grasemann, niemiecka narciarka dowolna
  - Nicolás Hidalgo, hiszpański piłkarz (zm. 2025)
  - Finn Lemke, niemiecki piłkarz ręczny
  - Kamil Pulczyński, polski żużlowiec (zm. 2021)
  - Marc-André ter Stegen, niemiecki piłkarz, bramkarz
  - Paweł Wszołek, polski piłkarz
- 1993:
  - Dion Dreesens, holenderski pływak
  - Amine Gülşe, turecka modelka, aktorka
  - Betta Lemme, kanadyjska piosenkarka, modelka
  - Ivan Močinić, chorwacki piłkarz
  - Anton Nedjałkow, bułgarski piłkarz
  - Arnór Ingvi Traustason, islandzki piłkarz
- 1994:
  - Olivia Époupa, francuska koszykarka
  - Jakub Mareczko, włoski kolarz szosowy pochodzenia polskiego
  - Luigi Randazzo, włoski siatkarz
  - Morgan Tuck, amerykańska koszykarka
  - Emiliano Velázquez, urugwajski piłkarz
  - Wang Yafan, chińska tenisistka
- 1995:
  - Jonas Abrahamsen, norweski kolarz szosowy
  - Aleksiej Czerwotkin, rosyjski biegacz narciarski
  - Jeppe Højbjerg, duński piłkarz, bramkarz
  - Kasandra Zawal, polska dziennikarka, wokalistka, zwyciężczyni konkursu Miss Polski
- 1996:
  - Jorman Campuzano, kolumbijski piłkarz
  - Władysław Koczerhin, ukraiński piłkarz
  - Żossielina Majga, rosyjska koszykarka
  - Krista Obižajeva, łotewska lekkoatletka, tyczkarka
  - Gabriela Urbaniak, polska piłkarka ręczna
  - Shalom Villegas, wenezuelski zapaśnik
  - Urszula Wasil, polska piłkarka
- 1997:
  - Alexandria Glaude, amerykańska zapaśniczka
  - T.J. Leaf, izraelski koszykarz
  - Lourenço Martins, portugalski siatkarz
  - Adam Ryczkowski, polski piłkarz
- 1998:
  - Samuela Comola, włoska biathlonistka
  - Olivia DeJonge, australijska aktorka
  - Ihor Mereżko, ukraiński hokeista
  - Gabija Meškonytė, litewska koszykarka
  - Sebastian Milewski, polski piłkarz
  - Hannah Taylor, kanadyjska zapaśniczka
- 1999:
  - Idar Andersen, norweski kolarz szosowy
  - Daniel Bielica, polski piłkarz, bramkarz
  - Jorden van Foreest, holenderski szachista
  - Moritz Jenz, niemiecki piłkarz
  - Rajiah Sallsabillah, indonezyjska wspinaczka sportowa
- 2000:
  - Julia Grzybowska, polska strzelczyni sportowa
  - Pedro Pedraza, meksykański piłkarz
  - Corbin Strong, nowozelandzki kolarz szosowy i torowy
- 2001:
  - Nathan Collins, irlandzki piłkarz
  - Lil Tjay, amerykański raper, piosenkarz, autor tekstów
- 2002:
  - Ivan Bašić, bośniacki piłkarz
  - Zeynep Sönmez, turecka tenisistka
- 2003:
  - Emily Carey, brytyjska aktorka
  - Michał Krasodomski, polski żeglarz sportowy

## Zmarli
- 65 – Lukan, rzymski poeta (ur. 39)
- 783 – Hildegarda, królowa frankijska, błogosławiona (ur. ok. 758)
- 1002 – Ekkehard I, margrabia Miśni (ur. ok. 960)
- 1063 – Song Renzong, cesarz Chin (ur. 1010)
- 1305 – Roger de Flor, sycylijski awanturnik (ur. 1267)
- 1315 – Enguerrand de Marigny, francuski polityk (ur. 1260)
- 1341 – Jan III Dobry, książę Bretanii (ur. 1286)
- 1361 – Otto z Hesji, niemiecki duchowny katolicki, arcybiskup Magdeburga (ur. 1301)
- 1436 – Ludwik II, książę brzeski i legnicki (ur. ?)
- 1464 – Jakub z Paradyża, polski cysters, kaznodzieja, teolog, filozof pochodzenia niemieckiego (ur. ok. 1380)
- 1524 – Piotr du Terrail senior de Bayard, francuski dowódca wojskowy (ur. 1473)
- 1533 – Jan Jerzy Paleolog, markiz Montferratu (ur. 1488)
- 1550 – Tabinshwehti, król Birmy (ur. 1516)
- 1568 – Ludovico Simonetta, włoski kardynał (ur. ok. 1500)
- 1625 – Benedykt z Urbino, włoski kapucyn, błogosławiony (ur. 1560)
- 1630:
  - Marcin Szyszkowski, polski duchowny katolicki, biskup łucki, płocki i krakowski, książę siewierski (ur. 1554)
  - Andrzej Zborowski, polski szlachcic, polityk (ur. ?)
- 1632:
  - Johan von Tilly, flandryjski generał (ur. 1559)
  - Zygmunt III Waza, król Polski i Szwecji (ur. 1566)
- 1642 – Dymitr Pożarski, rosyjski kniaź (ur. 1577)
- 1649 – (lub 29 kwietnia) Giovanni Valentini, włoski kompozytor, organista, skrzypek (ur. 1582 lub 83)
- 1655 – Eustache Lesueur, francuski malarz (ur. 1617)
- 1660 – Petrus Scriverius, holenderski pisarz (ur. 1576)
- 1671:
  - Fran Krsto Frankopan, chorwacki arystokrata, polityk, poeta (ur. 1643)
  - Petar Zrinski, chorwacki arystokrata, działacz narodowy (ur. 1621)
- 1672 – Maria Guyart-Martin, francuska urszulanka, misjonarka, święta (ur. 1599)
- 1678 – Sigismondo Chigi, włoski kardynał (ur. 1649)
- 1680 – Juan de Alfaro y Gámez, hiszpański malarz (ur. 1643)
- 1712 – Phillipp van Limborch, holenderski teolog, pastor remonstrancki, historyk inkwizycji (ur. 1633)
- 1728 – Jacob Heinrich Reichsgraf von Flemming, królewsko-polski i elektorsko-saski feldmarszałek, polityk, dyplomata (ur. 1667)
- 1734 – Grzegorz Gerwazy Gorczycki, polski duchowny katolicki, kompozytor, kapelmistrz (ur. 1665–67)
- 1735:
  - Karl Gustaw von Loewenwolde, rosyjski polityk, dyplomata pochodzenia niemieckiego (ur. ?)
  - Gabriel Schweder, niemiecki prawnik (ur. 1648)
- 1749 – Jan Ludwik Klejna, polski szlachcic, major (ur. 1668)
- 1755 – Jean-Baptiste Oudry, francuski malarz, rysownik (ur. 1686)
- 1758 – François d’Agincour, francuski klawesynista, organista, kompozytor (ur. 1684)
- 1772 – Maria Amalia Mniszchowa, polska szlachcianka (ur. 1736)
- 1788 – Melchior Jan Kochnowski, polski duchowny katolicki, biskup pomocniczy chełmski (ur. 1720)
- 1792 – John Montagu, brytyjski arystokrata, polityk (ur. 1718)
- 1795 – Jean-Jacques Barthélemy, francuski literat, lingwista, numizmatyk, badacz starożytności (ur. 1716)
- 1796 – Franciszka z Krasińskich, polska arystokratka (ur. 1742)
- 1806 – Józef Kajetan Skrzetuski, polski pijar, pedagog, historyk, publicysta, poeta, tłumacz (ur. 1743)
- 1807 – Vincenzo Labini, włoski duchowny katolicki, biskup Malty (ur. 1735)
- 1809 – Hen Pearce, brytyjski bokser (ur. 1777)
- 1817 – Romoaldo Braschi-Onesti, włoski kardynał (ur. 1753)
- 1825 – Christian Genersich, spiskoniemiecki teolog, mineralog, geolog (ur. 1759)
- 1833 – Stanisław Czerski, polski jezuita, filolog (ur. 1777)
- 1841 – Peter Andreas Heiberg, duński pisarz (ur. 1758)
- 1842 – Józef Benedykt Cottolengo, włoski duchowny katolicki, święty (ur. 1786)
- 1847 – Karol Ludwik Habsburg, arcyksiążę austriacki, feldmarszałek (ur. 1771)
- 1851 – Gustav Kunze, niemiecki lekarz, przyrodnik, wykładowca akademicki (ur. 1793)
- 1855 – Henry Rowley Bishop, brytyjski kompozytor, dyrygent (ur. 1786)
- 1857 – Maria Hanowerska, księżniczka brytyjska (ur. 1776)
- 1861 – Józef Tuân, wietnamski dominikanin, męczennik, święty (ur. ok. 1811 lub 21)
- 1865:
  - Carl Bergmann, niemiecki lekarz, biolog, fizjolog, wykładowca akademicki (ur. 1814)
  - Robert FitzRoy, brytyjski żeglarz, wiceadmirał (ur. 1805)
- 1869 – Théophile Thoré-Bürger, francuski dziennikarz, krytyk sztuki (ur. 1807)
- 1870 – Václav Levý, czeski rzeźbiarz (ur. 1820)
- 1876 – Antoine-Jérôme Balard, francuski chemik (ur. 1802)
- 1881 – Paulina von Mallinckrodt, niemiecka zakonnica, błogosławiona (ur. 1817)
- 1882:
  - Wilhelm Kohn, polski lekarz pochodzenia żydowskiego (ur. 1831)
  - Ramón de Mesonero Romanos, hiszpański pisarz (ur. 1803)
- 1883 – Édouard Manet, francuski malarz, ilustrator (ur. 1832)
- 1885 – Jens Peter Jacobsen, duński pisarz, biolog (ur. 1847)
- 1887 – William Orville Ayres, amerykański lekarz, ichtiolog (ur. 1817)
- 1890 – Marcus Thrane, norweski dziennikarz, pisarz, przywódca ruchu robotniczego (ur. 1817)
- 1891 – Joseph Leidy, amerykański paleontolog, anatom, parazytolog, geolog, botanik (ur. 1823)
- 1895 – Gustav Freytag, niemiecki prozaik, dramaturg (ur. 1816)
- 1896 – Antonio Cagnoni, włoski kompozytor (ur. 1828)
- 1898 – Philip Hermogenes Calderon, brytyjski malarz (ur. 1833)
- 1899:
  - Ludwig Büchner, niemiecki lekarz, fizjolog, filozof, wykładowca akademicki (ur. 1824)
  - Henry Somerset, brytyjski arystokrata, wojskowy, polityk (ur. 1824)
- 1902 – Xavier de Montépin, francuski pisarz (ur. 1823)
- 1903 – Emily Stowe, kanadyjska lekarka, nauczycielka, sufrażystka, teozofka (ur. 1831)
- 1905 – Jakub Bachman, żydowski kantor, śpiewak, kompozytor (ur. 1846)
- 1907 – Julius Langbehn, niemiecki pisarz, krytyk kultury, nacjonalista, antysemita (ur. 1851)
- 1909 – Adam Staszczyk, polski ślusarz, poeta, dramaturg (ur. 1850)
- 1910 – Jean Moréas, grecko-francuski poeta (ur. 1856)
- 1911:
  - Stanisław Brzozowski, polski filozof, pisarz, publicysta, krytyk literacki (ur. 1878)
  - Etienne-Louis Arthur Fallot, francuski lekarz (ur. 1850)
- 1912 – Maurycy Lazarus, polski bankier, filantrop, polityk pochodzenia żydowskiego (ur. 1832)
- 1913 – Daniël Jacobus Erasmus, burski polityk (ur. 1830)
- 1916 – Michael Hicks-Beach, brytyjski polityk (ur. 1837)
- 1917 – Eleanor C. Donnelly, amerykańska poetka (ur. 1838)
- 1918 – Gaston Salmon, belgijski szpadzista, żołnierz pochodzenia żydowskiego (ur. 1878)
- 1919:
  - Kazimierz Schaller, polski oficer, kawaler Virtuti Militari (ur. 1896)
  - John Pentland Mahaffy, irlandzki historyk, wykładowca akademicki (ur. 1839)
- 1920 – Stanisław Kowal, polski sierżant (ur. 1897)
- 1923 – Majer Rundstein, polski bankowiec, radny warszawski pochodzenia żydowskiego (ur. 1851)
- 1924 – Fedor Bucholtz, estoński mykolog, fitopatolog, wykładowca akademicki pochodzenia niemieckiego (ur. 1872)
- 1925 – Stanisław Staniszewski, polski adwokat, polityk, minister opieki społecznej i ochrony pracy, wolnomularz, publicysta (ur. 1864)
- 1926:
  - Bessie Coleman, amerykańska pilotka (ur. 1892)
  - Wanda Umińska, polska działaczka oświatowa i kobieca, uczestniczka powstania styczniowego (ur. 1841)
- 1927:
  - Helena Kuczalska Prawdzic, polska pedagog (ur. 1854)
  - Henry Koplik, niemiecki pediatra (ur. 1858)
  - Friedrich von Scholtz, niemiecki generał artylerii (ur. 1851)
- 1931 – Helmer Svedberg, szwedzki piłkarz (ur. 1899)
- 1932 – Antoni Skotarczak, polski porucznik piechoty (ur. 1888)
- 1933:
  - Abelardo Mendoza Leyva, peruwiański zamachowiec (ur. 1914)
  - Anna de Noailles, francuska poetka, pisarka pochodzenia rumuńskiego (ur. 1876)
  - Luis Miguel Sánchez Cerro, peruwiański generał, polityk, prezydent Peru (ur. 1889)
- 1934:
  - Władysław Pokorny, polski kapitan obserwator (ur. 1899)
  - William Welch, amerykański lekarz, bakteriolog, patolog, wykładowca akademicki (ur. 1850)
- 1935 – Michał Nowicki, rosyjski duchowny prawosławny, nowomęczennik, święty (ur. 1889)
- 1936:
  - Alfred Edward Housman, brytyjski filolog klasyczny, poeta (ur. 1859)
  - Carlos José Solórzano, nikaraguański polityk, prezydent Nikaragui (ur. 1860)
- 1937:
  - Nikifor (Astaszewski), rosyjski biskup prawosławny (ur. 1848)
  - Augustyn Łosiński, polski duchowny katolicki, biskup kielecki (ur. 1867)
  - Kazimierz Niziński, polski major artylerii (ur. 1894)
- 1938 – Xhafer Villa, albański polityk (ur. 1889)
- 1939:
  - Oskar Bye, norweski gimnastyk (ur. 1870)
  - Frank Haller, amerykański bokser (ur. 1883)
- 1940:
  - Bonifacy Bałdyk, polski polityk, samorządowiec (ur. 1879)
  - Szczęsny Bykowski-Jaxa, polski podporucznik rezerwy kawalerii, agronom, dziennikarz (ur. 1898)
  - Henryk Dobrzański, polski major, jeździec sportowy, dowódca Oddziału Wydzielonego WP (ur. 1897)
  - Ole Lilloe-Olsen, norweski strzelec sportowy (ur. 1883)
  - Kazimierz Ołdakowski, polski inżynier technolog (ur. 1878)
  - Franciszek Szulc, polski podporucznik (ur. 1893)
- 1941:
  - Edgar Aabye, duński dziennikarz sportowy, przeciągacz liny (ur. 1865)
  - Edwin Porter, amerykański operator i reżyser filmowy (ur. 1870)
- 1942:
  - Joseph Charles Arthur, amerykański mykolog, fitopatolog, wykładowca akademicki (ur. 1850)
  - Aleksandr Szapowałow, radziecki polityk (ur. 1871)
- 1943:
  - Max Beer, austriacki historyk, działacz komunistyczny pochodzenia żydowskiego (ur. 1864)
  - Józef Florczak, polski duchowny katolicki, prałat, kanonista, wykładowca akademicki (ur. 1887)
  - Bolesław Gidziński, polski działacz komunistyczny, oficer GL (ur. 1910)
  - Otto Jespersen, duński filolog angielski, gramatyk, fonetyk, językoznawca, wykładowca akademicki (ur. 1860)
  - Beatrice Webb, brytyjska ekonomistka, socjalistka (ur. 1858)
  - Halina Zygmuntówna, polska łączniczka AK (ur. 1919)
- 1944:
  - Henry Marcus, szwedzki neurolog, wykładowca akademicki (ur. 1866)
  - Władysław Zarembowicz, polski działacz harcerski i polonijny (ur. 1918)
- 1945:
  - Eva Braun, niemiecka aktorka, żona Adolfa Hitlera (ur. 1912)
  - William Darby, amerykański generał (ur. 1911)
  - Adolf Hitler, niemiecki polityk, działacz nazistowski, kanclerz i prezydent III Rzeszy pochodzenia austriackiego (ur. 1889)
  - Erich Schilling, niemiecki rysownik, karykaturzysta (ur. 1885)
  - Aron Solc, radziecki polityk pochodzenia żydowskiego (ur. 1872)
  - Adam Tomaszewski, polski językoznawca, wykładowca akademicki (ur. 1895)
- 1946 – Abraham Preminger, polski i radziecki oficer pochodzenia żydowskiego (ur. 1918)
- 1947 – Yngvar Bryn, norweski łyżwiarz figurowy, lekkoatleta, sprinter (ur. 1881)
- 1948:
  - Bartol Čulić, chorwacki piłkarz, bramkarz (ur. 1907)
  - Dmitrij Prianisznikow, rosyjski chemik rolny, fizjolog roślin, wykładowca akademicki (ur. 1865)
  - Wilhelm von Thoma, niemiecki generał (ur. 1891)
- 1949:
  - Charles Lewis Hoover, amerykański botanik, lingwista, urzędnik konsularny (ur. 1879)
  - Gustaf Adolf Jonsson, szwedzki strzelec sportowy (ur. 1879)
  - Teresa Żarnowerówna, polska rzeźbiarka, graficzka, scenografka, architektka (ur. 1897)
- 1950:
  - Kazimierz Pużak, polski działacz socjalistyczny, polityk, poseł na Sejm Ustawodawczy, poseł i wicemarszałek Sejmu RP, przewodniczący Rady Jedności Narodowej (ur. 1883)
  - Wincenty Rzymowski, polski literat, dziennikarz, polityk, poseł do KRN i na Sejm Ustawodawczy, członek PKWN, minister kultury i sztuki oraz spraw zagranicznych (ur. 1883)
- 1952 – Leon Gecow, polski pułkownik, działacz komunistyczny (ur. 1911)
- 1953 – Leon Uszkiewicz, polski psychiatra (ur. 1905)
- 1956:
  - Alben Barkley, amerykański polityk, wiceprezydent USA (ur. 1877)
  - Modesto Denis, paragwajski piłkarz, bramkarz (ur. 1901)
- 1957:
  - Kathleen Atkinson, amerykańska tenisistka (ur. 1875)
  - Clarence Walker, południowoafrykański bokser (ur. 1898)
- 1958 – André Maublanc, francuski mykolog, fitopatolog, wykładowca akademicki (ur. 1880)
- 1959 – Kafū Nagai, japoński pisarz (ur. 1879)
- 1960 – José Francisco Razzano, urugwajski śpiewak (ur. 1887)
- 1961:
  - Wojciech Bąk, polski pisarz (ur. 1907)
  - Jean De Bie, belgijski piłkarz, bramkarz (ur. 1892)
  - Jessie Redmon Fauset, amerykańska pisarka (ur. 1882)
  - Perec Naftali, izraelski polityk (ur. 1888)
- 1962:
  - Thomas Lieb, amerykański lekkoatleta, dyskobol (ur. 1899)
  - Axel Nordlander, szwedzki jeździec sportowy (ur. 1879)
- 1963 – Roman Ślaski, polski samorządowiec, prezydent Lublina (ur. 1886)
- 1964 – Howard Buffett, amerykański polityk (ur. 1903)
- 1965 – Helen Chandler, amerykańska aktorka (ur. 1906)
- 1966 – Richard Fariña, amerykański pieśniarz folkowy, pisarz pochodzenia kubańskiego (ur. 1937)
- 1968 – Pierre Maillard-Verger, francuski kompozytor, pianista (ur. 1910)
- 1970:
  - John Loder, brytyjski arystokrata, polityk (ur. 1895)
  - Tora Teje, szwedzka aktorka (ur. 1893)
- 1971 – Albin Stenroos, fiński lekkoatleta, długodystansowiec (ur. 1889)
- 1972:
  - Wiktor Budzyński, polski radiowiec, dramaturg (ur. 1906)
  - Gia Scala, brytyjska aktorka (ur. 1934)
- 1974 – Agnes Moorehead, amerykańska aktorka (ur. 1900)
- 1976 – Benedykt (Plaskin), rosyjski biskup prawosławny (ur. 1900)
- 1977 – Adolf Stelzer, szwajcarski piłkarz (ur. 1908)
- 1979 – Jaap Bulder, holenderski piłkarz (ur. 1896)
- 1980:
  - Jadwiga Colonna-Walewska, polska aktorka (ur. 1919)
  - Stanisław Gołąb, polski matematyk, wykładowca akademicki (ur. 1902)
  - Sigurd Kander, szwedzki żeglarz sportowy (ur. 1890)
  - Luis Muñoz Marín, portorykański dziennikarz, poeta, polityk (ur. 1898)
- 1981:
  - Paco Bienzobas, hiszpański piłkarz, trener (ur. 1909)
  - François Bordes, francuski archeolog, prehistoryk, pisarz science fiction (ur. 1919)
  - Jan Filip, czeski historyk, archeolog, wykładowca akademicki (ur. 1900)
  - Carl Gripenstedt, szwedzki szpadzista (ur. 1893)
  - Marian Szczepanowski, polski historyk, filatelista, działacz polonijny (ur. 1916)
- 1982 – Maria Kozaczkowa, polska poetka (ur. 1910)
- 1983:
  - George Balanchine, amerykański choreograf pochodzenia gruzińskiego (ur. 1904)
  - Adolf Heidrich, polski podporucznik, działacz niepodległościowy, ekonomista (ur. 1899)
  - Joel Henry Hildebrand, amerykański chemik, wykładowca akademicki (ur. 1881)
  - Jerzy Prażmowski, polski aktor (ur. 1932)
  - Muddy Waters, amerykański muzyk bluesowy (ur. 1913)
- 1984:
  - Michael Adeane, brytyjski urzędnik państwowy, dworzanin królewski (ur. 1910)
  - Lajos Börzsönyi, węgierski strzelec sportowy (ur. 1916)
  - Aimé Duval, francuski jezuita, pieśniarz, autor tekstów, kompozytor (ur. 1918)
  - Boris Borvine Frenkel, polsko-francuski malarz pochodzenia żydowskiego (ur. 1895)
  - Stefan Glaser, polski prawnik, adwokat, wykładowca akademicki (ur. 1895)
- 1985:
  - Vašek Káňa, czeski dziennikarz, dramaturg (ur. 1905)
  - Józef Kulesza, polski polityk, wicepremier (ur. 1919)
  - George Pravda, czeski aktor (ur. 1918)
- 1986:
  - Jørgen Hansen, duński piłkarz (ur. 1931)
  - Robert Stevenson, brytyjski reżyser i scenarzysta filmowy (ur. 1905)
- 1987:
  - Marc Aaronson, amerykański astronom, wykładowca akademicki (ur. 1950)
  - Józef Beim, polski generał dywizji MO, komendant główny (ur. 1937)
- 1988:
  - Wacław Geiger, polski kompozytor, śpiewak, dyrygent (ur. 1907)
  - Alex Sanders, brytyjski okultysta (ur. 1926)
- 1989 – Sergio Leone, włoski reżyser, scenarzysta, producent filmowy (ur. 1929)
- 1990:
  - Reidar Nyborg, norweski biegacz narciarski (ur. 1923)
  - Mario Pizziolo, włoski piłkarz (ur. 1909)
- 1991:
  - Gizela Grimaldi, amerykańska aktorka, księżna Monako (ur. 1900)
  - Juozas Urbšys, litewski wojskowy, polityk, dyplomata, tłumacz (ur. 1896)
- 1992 – Augustinus Hellemans, belgijski piłkarz (ur. 1907)
- 1993 – Mario Evaristo, argentyński piłkarz (ur. 1908)
- 1994:
  - Herbert Bowden, brytyjski polityk (ur. 1905)
  - Roland Ratzenberger, austriacki kierowca wyścigowy (ur. 1960)
- 1995:
  - Maung Maung Kha, birmański polityk, premier Birmy (ur. 1920)
  - Jadwiga Kuryluk, polska aktorka (ur. 1912)
- 1996:
  - Juan Hohberg, urugwajski piłkarz, trener (ur. 1926)
  - Marian Kowalski, polski żołnierz, działacz społeczny, numiznatyk (ur. 1921)
  - Julio Méndez, gwatemalski prawnik, polityk, prezydent Gwatemali (ur. 1915)
- 1997:
  - Wolfgang Späte, niemiecki pilot wojskowy, as myśliwski (ur. 1911)
  - Władimir Suchariew, radziecki lekkoatleta, sprinter (ur. 1924)
- 1998:
  - Edwin Thompson Jaynes, amerykański fizyk teoretyk, matematyk (ur. 1922)
  - Nizar Kabbani, syryjski dyplomata, poeta, publicysta (ur. 1923)
  - Roman Maciejewski, polski kompozytor, pianista, dyrygent (ur. 1910)
- 2000:
  - Wojciech Cieślak, polski twórca ekslibrisów i linorytów (ur. 1948)
  - Poul Hartling, duński dyplomata, polityk, premier Danii (ur. 1914)
  - Ladislav Podmele, czeski poeta, interlingwista (ur. 1920)
- 2001:
  - Antoni Frankowski, polski generał brygady (ur. 1906)
  - Andreas Kupfer, niemiecki piłkarz (ur. 1914)
- 2002 – Karel Milota, czeski poeta, prozaik, literaturoznawca, tłumacz (ur. 1937)
- 2004:
  - Tadjidine Massounde, komoryjski polityk (ur. 1933)
  - Boris Piergamienszczikow, rosyjski wiolonczelista (ur. 1948)
  - Kazimierz Plater, polski szachista (ur. 1915)
  - Adolph Verschueren, belgijski kolarz szosowy i torowy (ur. 1922)
- 2005 – Sylve Bengtsson, szwedzki piłkarz, trener (ur. 1930)
- 2006:
  - Corinne Rey-Bellet, szwajcarska narciarka alpejska (ur. 1972)
  - Marian Żelazek, polski werbista, misjonarz (ur. 1918)
- 2007:
  - Grégory Lemarchal, francuski piosenkarz (ur. 1983)
  - Bernard Marszałek, polski motorowodniak (ur. 1976)
  - Zola Taylor, amerykańska wokalistka, członkini zespołu The Platters (ur. 1938)
- 2008:
  - Jan Łopuszański, polski fizyk teoretyk (ur. 1923)
  - Marian Michniewicz, polski biolog, fizjolog roślin (ur. 1922)
- 2009:
  - Wołodymyr Anufrijenko, ukraiński piłkarz, trener (ur. 1937)
  - Barbara Bartman-Czecz, polska reżyserka filmów przyrodniczych (ur. 1934)
  - Henk Nijdam, holenderski kolarz torowy i szosowy (ur. 1935)
  - McCoy McLemore, amerykański koszykarz (zm. 1942)
- 2010 – Paul Augustin Mayer, niemiecki kardynał (ur. 1911)
- 2011:
  - Ronald Asmus, amerykański polityk, dyplomata (ur. 1957)
  - Walancina Koutun, białoruska pisarka, poetka, tłumaczka, dziennikarka (ur. 1946)
  - Emilio Navarro, portorykański baseballista (ur. 1905)
  - Daniel Quillen, amerykański matematyk (ur. 1940)
  - Ryszard Rubinkiewicz, polski salezjanin, biblista, tłumacz (ur. 1939)
  - Ernesto Sábato, argentyński fizyk, prozaik, eseista pochodzenia włoskiego (ur. 1911)
- 2012:
  - Radovan Kuchař, czeski wspinacz (ur. 1928)
  - Bencijjon Netanjahu, izraelski historyk, działacz syjonistyczny (ur. 1910)
  - Alexander Dale Oen, norweski pływak (ur. 1985)
- 2014:
  - Jun’ichi Watanabe, japoński pisarz (ur. 1933)
  - Mieczysław Wilczek, polski przedsiębiorca, polityk, minister przemysłu (ur. 1932)
- 2015:
  - Ben E. King, amerykański piosenkarz, kompozytor (ur. 1938)
  - Gregory Mertens, belgijski piłkarz (ur. 1991)
  - Patachou, francuska piosenkarka, aktorka (ur. 1918)
  - Nigel Terry, brytyjski aktor (ur. 1945)
  - Jerzy Woźniak, polski aktor (ur. 1939)
- 2016:
  - Alphonsus Flavian D’Souza, indyjski duchowny katolicki, biskup Raiganj (ur. 1939)
  - Harold Kroto, brytyjski chemik, laureat Nagrody Nobla (ur. 1939)
  - Piotr Krupa, polski fotograf, dziennikarz, motoparalotniarz (ur. 1966)
- 2017:
  - Marian Mroczko, polski historyk (ur. 1938)
  - Jean Stein, amerykańska pisarka, dziennikarka (ur. 1934)
  - Alojzy Szablewski, polski inżynier, działacz opozycji antykomunistycznej, polityk, poseł na Sejm RP (ur. 1925)
  - Mariusz Żydowo, polski lekarz, biochemik (ur. 1925)
- 2018:
  - Zbigniew Blechman, polski generał dywizji (ur. 1929)
  - Jhoon Rhee, amerykański trener taekwondo (ur. 1932)
- 2019:
  - Zbigniew Dyka, polski adwokat, polityk, poseł na Sejm RP, minister sprawiedliwości i prokurator generalny (ur. 1928)
  - Peter Mayhew, brytyjski aktor (ur. 1944)
- 2020:
  - Tony Allen, nigeryjski perkusista, kompozytor (ur. 1940)
  - Rishi Kapoor, indyjski aktor (ur. 1952)
  - Sam Lloyd, amerykański aktor, muzyk (ur. 1963)
  - Mieczysław Stachiewicz, polski pułkownik pilot, architekt (ur. 1917)
  - Manuel Vieira Pinto, portugalski duchowny katolicki, posługujący w Mozambiku, arcybiskup Nampuli (ur. 1923)
- 2021:
  - Hans van Baalen, holenderski prawnik, polityk, eurodeputowany (ur. 1960)
  - Kęstutis Glaveckas, litewski ekonomista, polityk (ur. 1949)
  - Flemming Hansen, duński przedsiębiorca, polityk, minister transportu i energii (ur. 1939)
  - Pio Vittorio Vigo, włoski duchowny katolicki, biskup Acireale, arcybiskup ad personam (ur. 1935)
- 2022:
  - Marek Goliszewski, polski ekonomista, działacz gospodarczy (ur. 1952)
  - Naomi Judd, amerykańska piosenkarka country (ur. 1946)
  - Mino Raiola, włoski piłkarz, agent piłkarski (ur. 1967)
  - Andriej Simonow, rosyjski generał major (ur. 1966)
- 2023: 
  - Andrzej Bilik, polski dziennikarz, publicysta, dyplomata (ur. 1939)
  - Ralph Boston, amerykański lekkoatleta, skoczek w dal (ur. 1939)
- 2024:
  - Paul Auster, amerykański prozaik, eseista, tłumacz, reżyser i scenarzysta filmowy (ur. 1947)
  - Duane Eddy, amerykański gitarzysta rockowy, kompozytor (ur. 1938)
- 2025:
  - Ferdinand Botsy, madagaskarski duchowny katolicki, kapucyn, biskup Ambanja (ur. 1940)
  - Inah Canabarro Lucas, brazylijska siostra zakonna, superstulatka, najstarsza osoba na świecie (ur. 1908)
  - Zeno Hastenteufel, brazylijski duchowny katolicki, biskup Frederico Westphalen i Novo Hamburgo (ur. 1946)
  - Ruth Hieronymi, niemiecka polityk, eurodeputowana (ur. 1947)
  - Tomasz Jakubiak, polski kucharz, autor książek kucharskich (ur. 1983)
  - Ferenc Mohácsi, węgierski kajakarz (ur. 1929)
  - Jules Wijdenbosch, surinamski polityk, premier i prezydent Surinamu (ur. 1941)